# Grant Potulny
Grant Martin Potulny (* 4. März 1980 in Grand Forks, North Dakota) ist ein ehemaliger US-amerikanischer Eishockeyspieler und derzeitiger -trainer, der im Verlauf seiner aktiven Karriere zwischen 1998 und 2009 unter anderem über 300 Spiele in der American Hockey League (AHL) auf der Position des Centers bestritten hat. Anschließend arbeitete Potulny 15 Jahre als Trainer im Collegebereich. Sein jüngerer Bruder Ryan war ebenfalls professioneller Eishockeyspieler.

## Karriere
Grant Potulny begann seine Karriere als Eishockeyspieler bei den Lincoln Stars, für die er von 1998 bis 2000 in der Juniorenliga United States Hockey League (USHL) aktiv war. Anschließend wurde der Stürmer im NHL Entry Draft 2000 in der fünften Runde als insgesamt 157. Spieler von den Ottawa Senators aus der National Hockey League (NHL) ausgewählt, für die er allerdings nie spielte. Stattdessen lief der Angreifer vier Jahre lang für die Mannschaft der University of Minnesota auf, mit der er 2003 und 2004 jeweils die Meisterschaft der Western Collegiate Hockey Association (WCHA) in Form der Broadmoor Trophy gewann. Während dieser Zeit war Potulny drei Jahre als Mannschaftskapitän der Golden Gophers tätig, solange wie kein Spieler vor ihm seit 1947.
Von 2004 bis 2007 stand der Linksschütze für Ottawas Farmteam, die Binghamton Senators, in der American Hockey League (AHL) auf dem Eis. Auch anschließend blieb er in der AHL, in der er in der Saison 2007/08 für die Hershey Bears und – auf Leihbasis – die Springfield Falcons antrat. Die Saison 2008/09 begann Potulny bei den Füchsen Duisburg in der Deutschen Eishockey Liga (DEL). Nach nur sieben Spielen, in denen er ein Tor erzielte, kehrte der US-Amerikaner in die AHL zurück, in der er bis Saisonende für die San Antonio Rampage und Norfolk Admirals auflief.
Im Anschluss an diese Spielzeit beendete der 29-jährige US-Amerikaner aufgrund Verletzungsproblemen seine Spielerkarriere und übernahm danach das Amt des Assistenztrainers der Eishockeymannschaft an seiner Alma Mater, der University of Minnesota. Dieses Amt führte er insgesamt acht Jahre aus und gewann mit der Mannschaft währenddessen im Jahr 2015 die Meisterschaft der Big Ten Conference. Im Sommer 2017 wurde Potulny als Cheftrainer der Eishockeymannschaft der Northern Michigan University vorgestellt. Am Ende seines ersten Jahres als Cheftrainer wurde er zum Trainer des Jahres der WCHA ernannt. Insgesamt sieben Jahre füllte er das Amt an der Northern Michigan University aus und arbeitete wie schon während seiner Zeit an der University of Minnesota zwischen 2013 und 2022 immer wieder als Assistenztrainer der U20-Nationalmannschaft der Vereinigten Staaten bei Weltmeisterschaftsturnieren.
Zur Saison 2024/25 wurde Potulny als Cheftrainer von den Hartford Wolf Pack aus der AHL angestellt.

## Erfolge und Auszeichnungen
- 2003 Broadmoor-Trophy-Gewinn mit der University of Minnesota
- 2004 Broadmoor-Trophy-Gewinn mit der University of Minnesota
- 2015 B1G-Meisterschaft mit der University of Minnesota (als Assistenztrainer)
- 2018 WCHA-Trainer des Jahres

## Karrierestatistik
(Legende zur Spielerstatistik: Sp oder GP = absolvierte Spiele; T oder G = erzielte Tore; V oder A = erzielte Assists; Pkt oder Pts = erzielte Scorerpunkte; SM oder PIM = erhaltene Strafminuten; +/− = Plus/Minus-Bilanz; PP = erzielte Überzahltore; SH = erzielte Unterzahltore; GW = erzielte Siegtore; 1 Play-downs/Relegation; Kursiv: Statistik nicht vollständig)